# Narcaeus
Narcaeus là một chi nhện trong họ Thomisidae.